# My Everything
My Everything је други студијски албум америчке певачице Аријате Гранде, који је изашао 25. августа 2014. од стране Republic Records. Аријана је желела да My Everything буде "еволуција" од њеног претходног албума, Yours Truly (2013); овај албум истражује теме и жанрове више за одрасле. Током свог изласка, албум се нашао на врху Билборд 200 листе, продавши 169.000 копија прве недеље. Такође се нашао на првом месту у Аустралији и Канади, и нашао се на топ десет позицијама у још двадесет држава. Од априла 2018. албум је продао 735.000 копија у САД.
My Everything представљен је предводећим синглом "Problem" који је Аријана снимила са аустралијском реперком Иги Азејлијом. Након свог изласка 28. априла 2014. сингл се нашао на трећој позицији 17. маја продавши 400.000 током прве недеље и касније се нашао на другој позицији на листи Билборд хот 100. "Break Free" је снимила са немачко-руским музичарем и продуцентом, Зедом, и изашао је 2. јула као други сингл, и затим се нашао на четвртој позицији на листи Билборд хот 100. Четврти сингл "Love Me Harder" снимила је са The Weeknd и изашао је 30. септембра 2014. и нашао се на седмој позицији. На 57. Греми награди 2015. My Everything био је новинован за Најбољи поп вокални албум.